# Tour sud
La tour sud (en suédois : Söder torn) est un édifice situé dans le quartier de Södermalm à Stockholm en Suède.

## Présentation
La tour Söder est un immeuble de grande hauteur situé a l'adresse Fatburstrappan 18, à côté du parc Fatbursparken près de Medborgarplatsen. 
Le bâtiment a une hauteur d'environ 86 mètres au-dessus du sol, y compris la « couronne », et se compose de 24 étages, qui contiennent des appartements en copropriété et quelques locaux commerciaux,,.

## Architecture
Dans le cadre de la transformation de la zone de la gare de Södra, la tour sud a été conçue à l'origine par l'architecte danois Henning Larsen, qui a cependant abandonné le projet en signe de protestation car il estimait qu'il faisait trop de compromis. 
La tour, construite par JM avec SBC Sveriges Bostadsrättscentrum comme client, a été achevée en 1997. 
Le bâtiment est communément connu sous le nom de bâton de Haglund ou Pinnen, d'après l'ancien conseiller d'urbanisme Sune Haglund du Parti modéré de rassemblement, qui a été la force motrice de sa création.
Le plan au sol est octogonal et chaque étage abrite cinq appartements. La tour se rétrécit à mesure que la hauteur augmente, ce qui renforce l'impression d'un bâtiment très haut. 
Les façades sont revêtues de dalles de granit rouge. Dans la cage d'escalier centrale se trouvent deux ascenseurs et un escalier en colimaçon. 
Aux 23ème et 24ème étages il y a trois appartements en duplex, et au dernier étage (le 25ème étage) a été aménagé le « Toplokalen », une salle de banquet commune avec des parois en verre et une vue sur la ville.
L'ensemble se termine par une « couronne » de onze mètres de haut composée de huit colonnes métalliques maintenues ensemble par un anneau au sommet. L'altitude la plus élevée est de 104,10 mètres selon l'ancien système RH 00 de Stockholm.
Un spa avec piscine et sauna a été aménagé au rez-de-chaussée. 

## Société Söder Torn
La société de logement Söder Torn gère quatre bâtiments distincts : « La Tour », deux « Cubes » et une « Arche ». "L'Arche" est un bâtiment en forme d'arche de six étages, qui se trouve juste au nord de la tour sud, cependant, il est nettement plus petit que le bâtiment en forme d'arche sur le côté sud de Fatbursparken, l'Arche de Bofill. 
En incluant les «cubes» et «l'arche», le complexe comprend 172 appartements en copropriété et cinq locaux commerciaux. Parmi les décorations artistiques figure la sculpture-fontaine Nana fontaine ou Les Nymphes au bain de Niki de Saint Phalle, qui a été dévoilée lors de l'inauguration de Söder Torn en juin 1997.

## Galerie

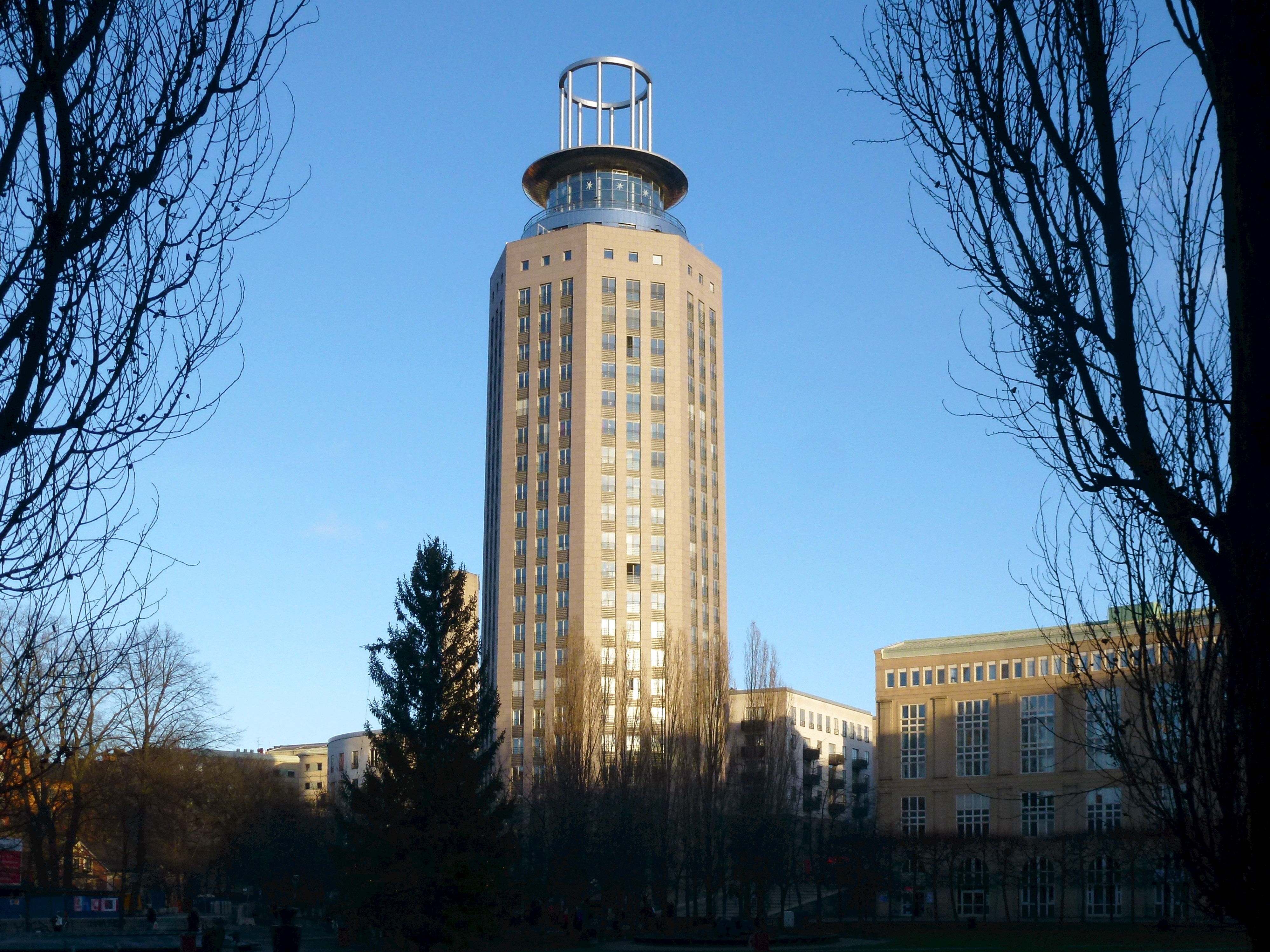
La tour sud.
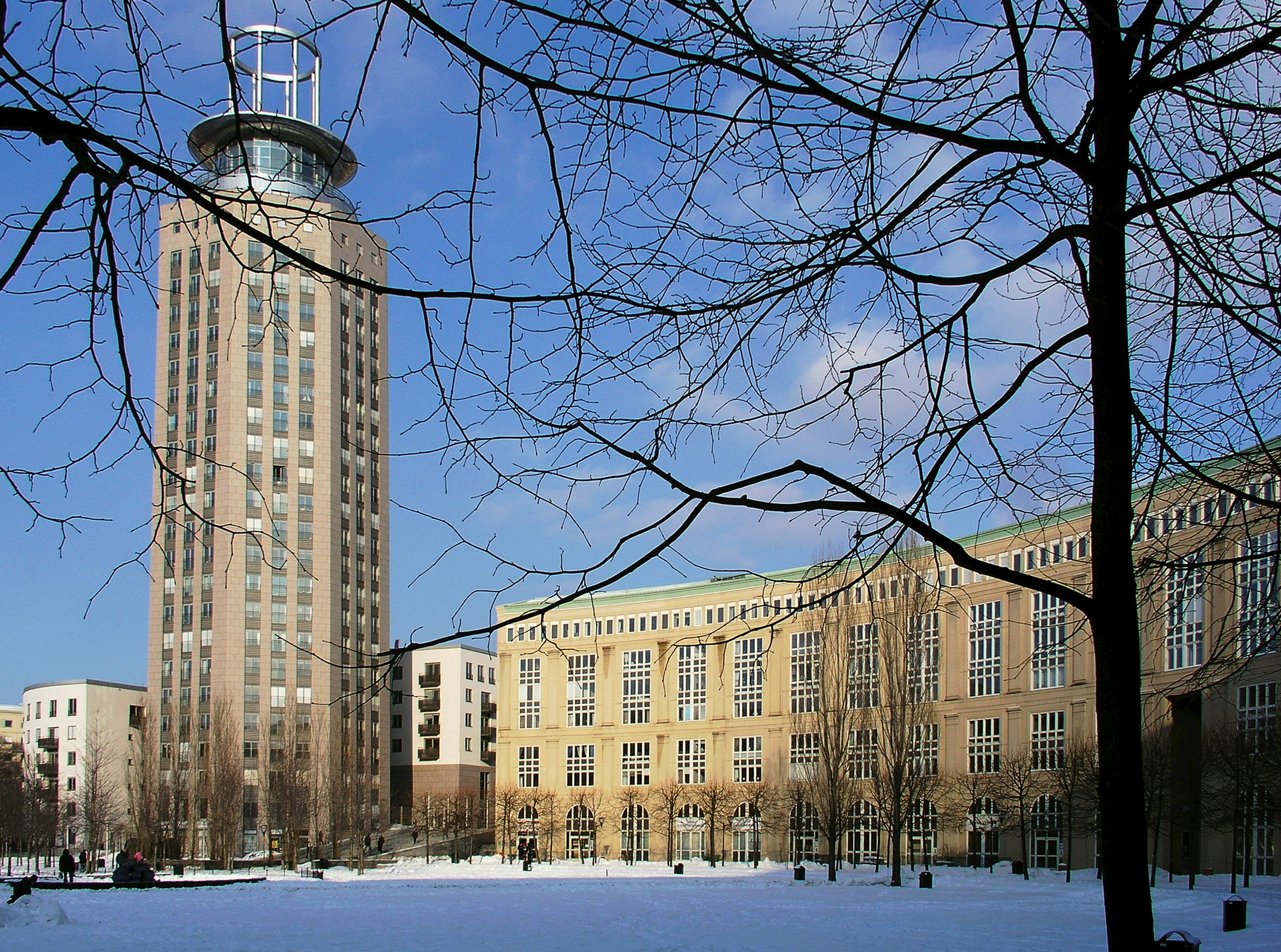
La tour sud et l'arche de Boffil.
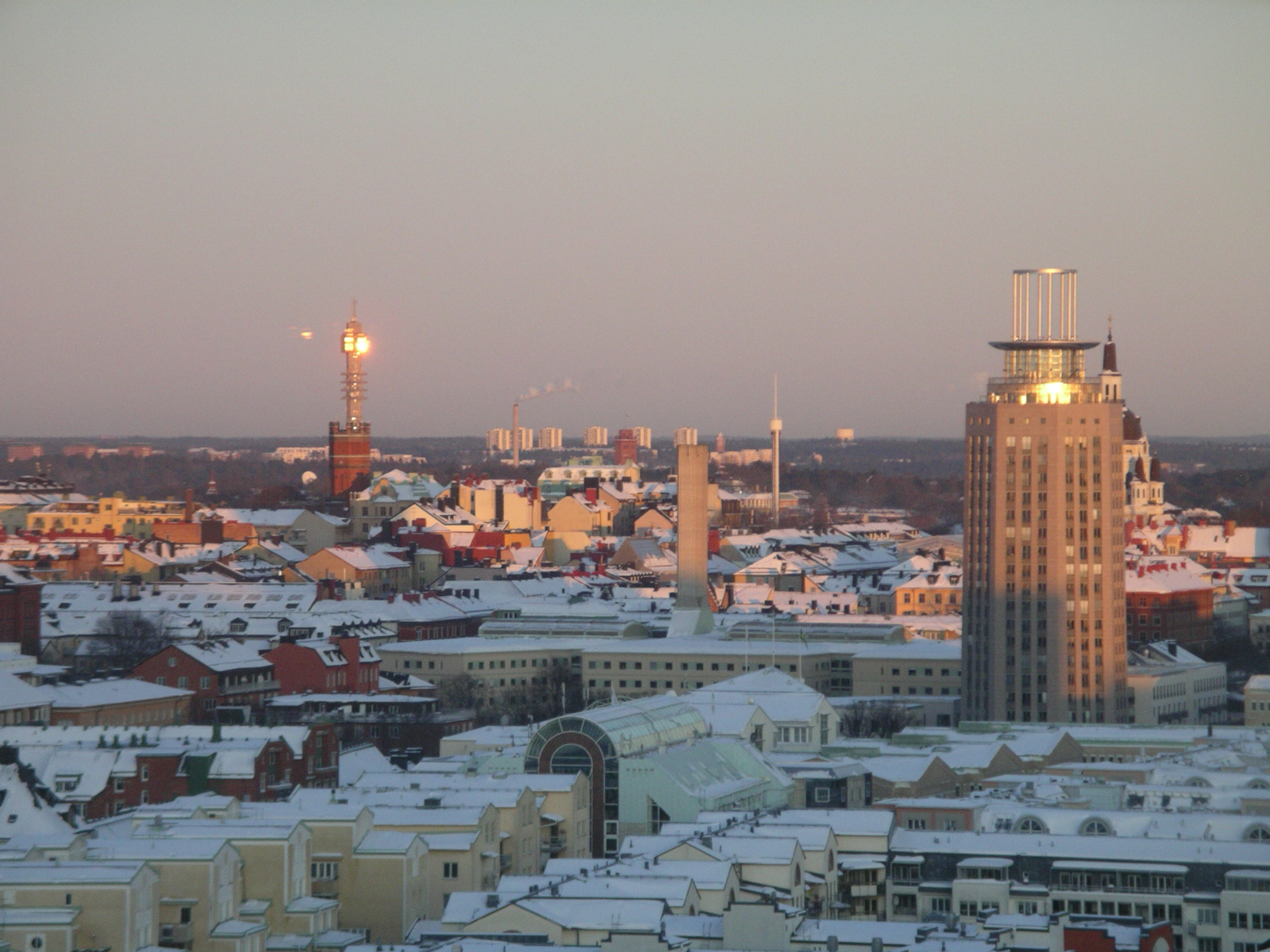
La tour sud et Södermalm.
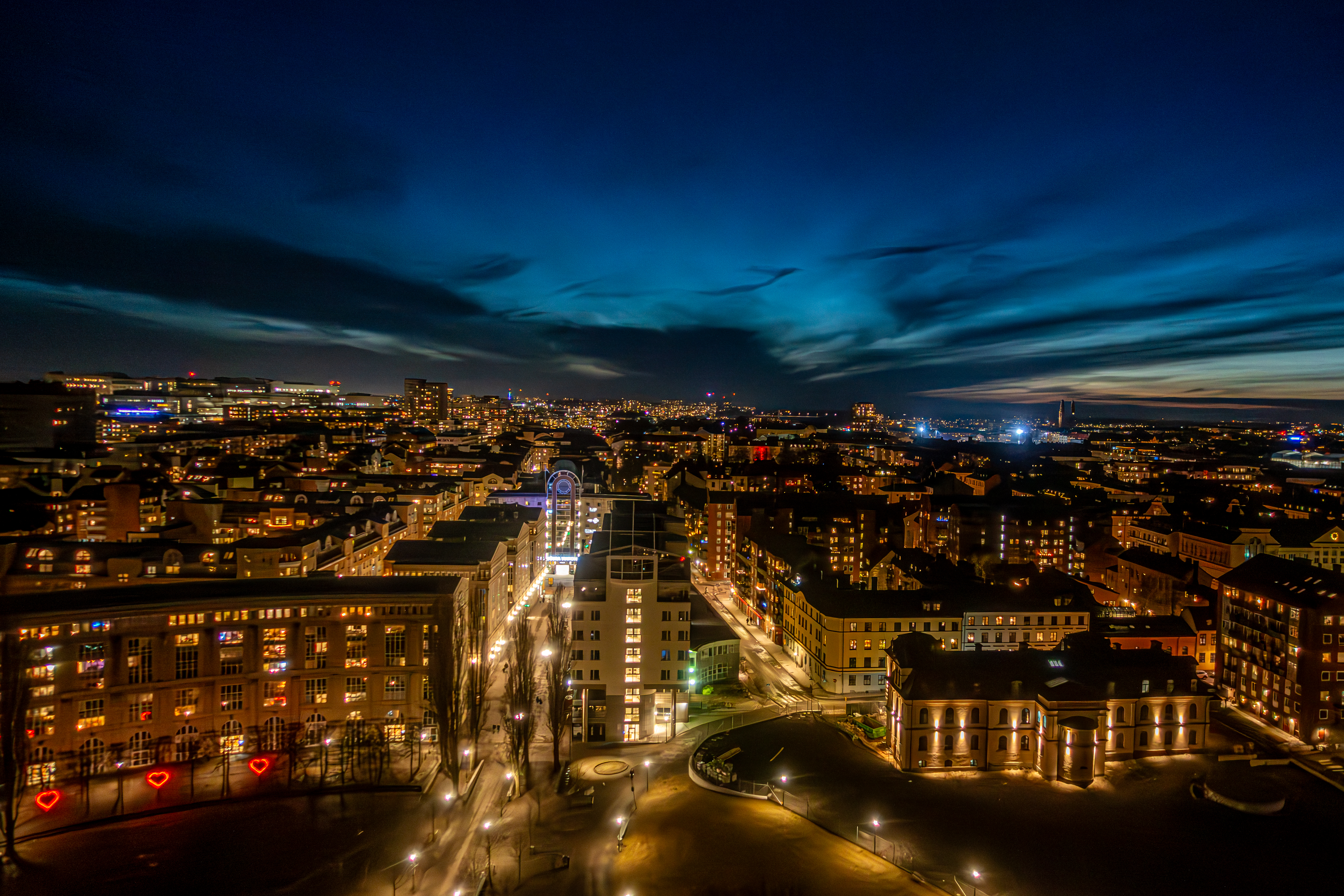
Vue depuis la tour sud.

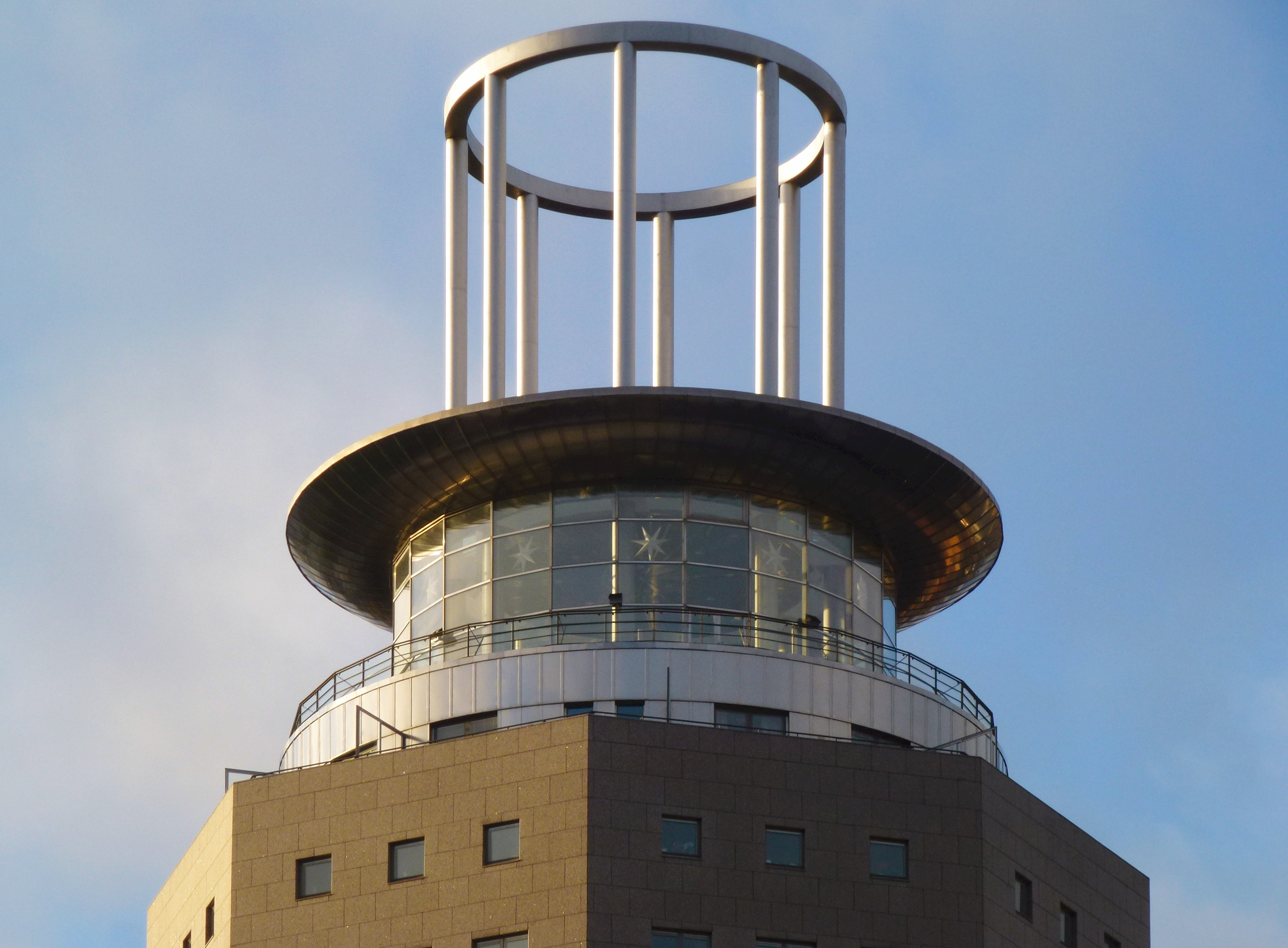
La couronne.
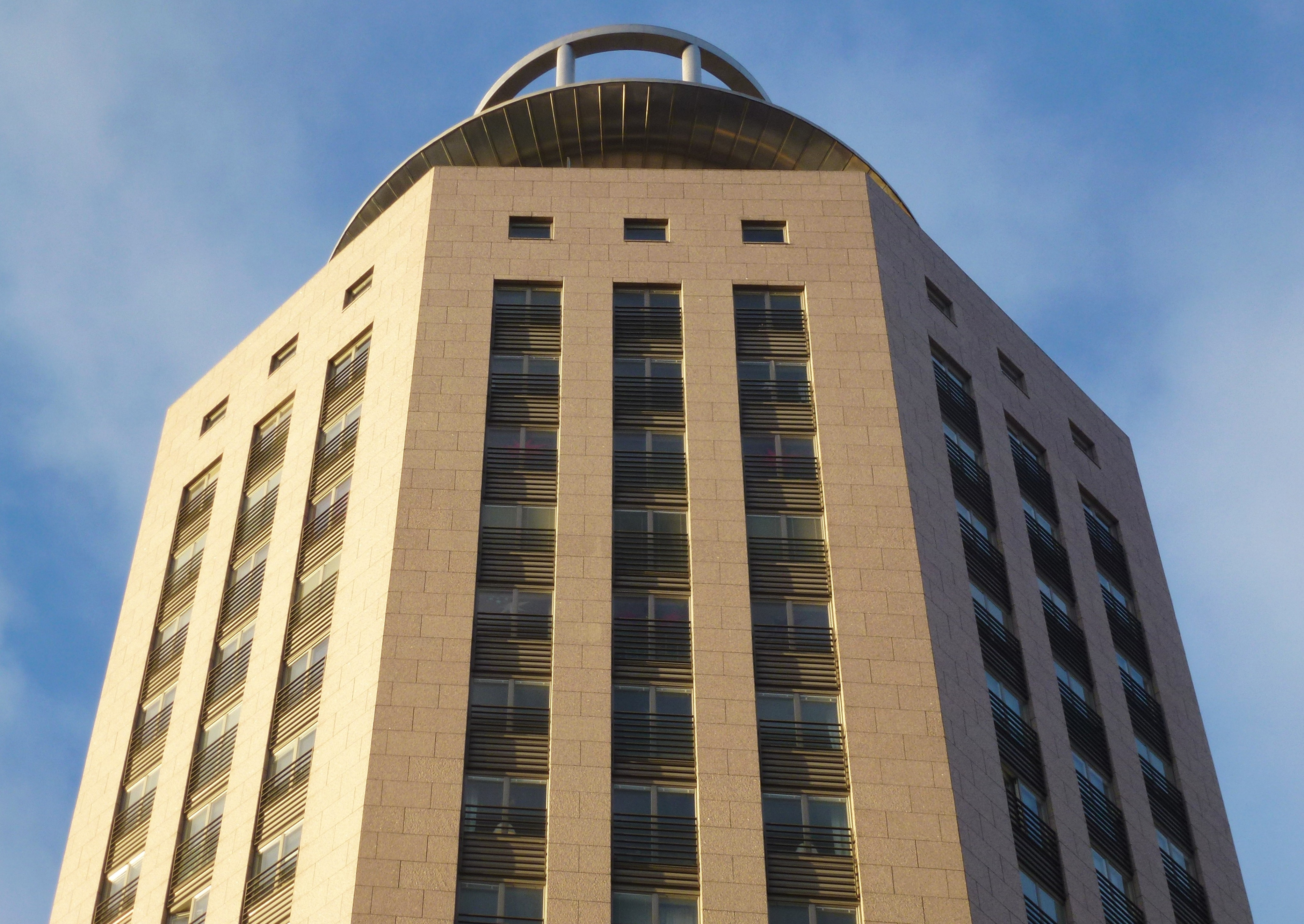
Etude de façade
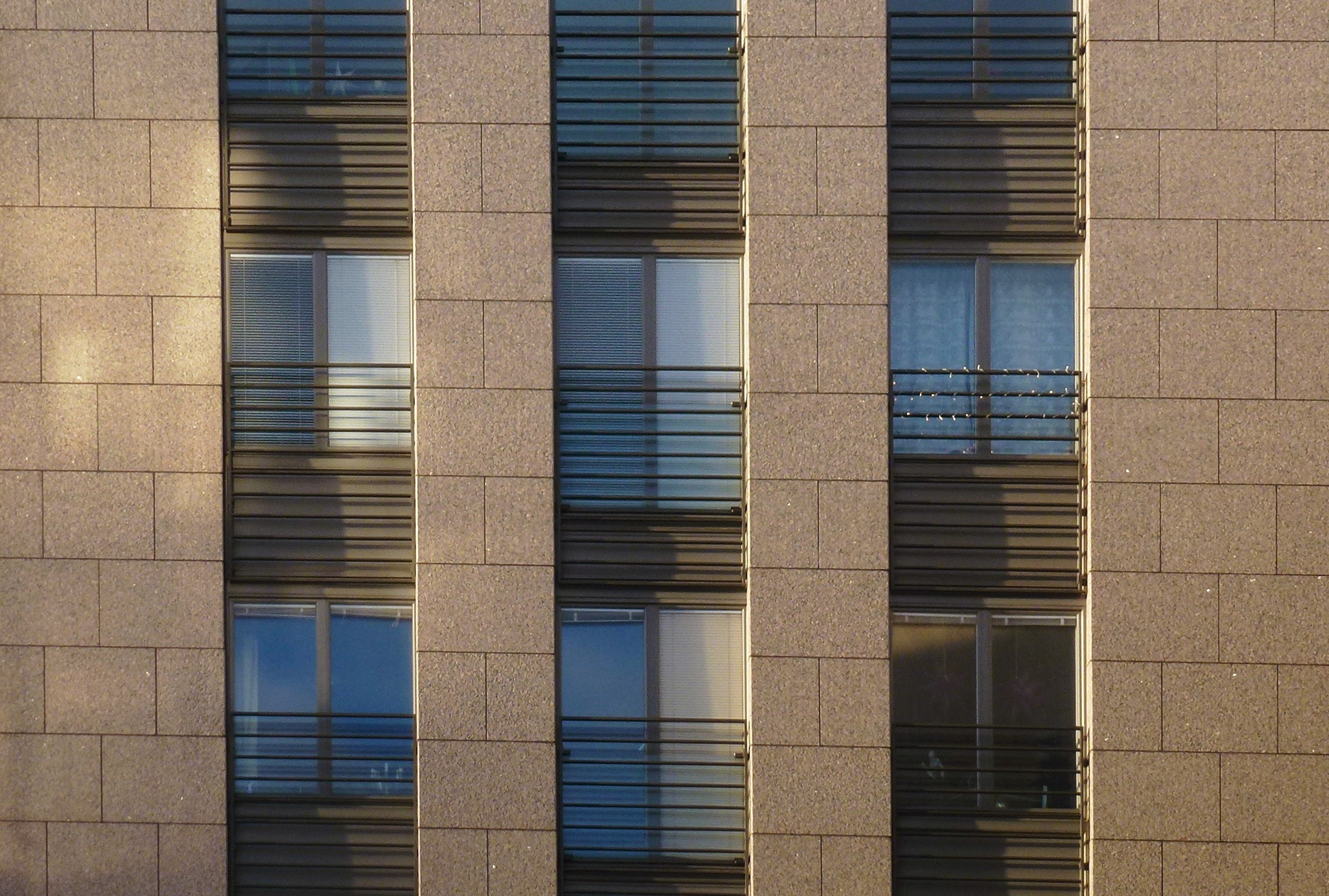
Étude de fenêtre
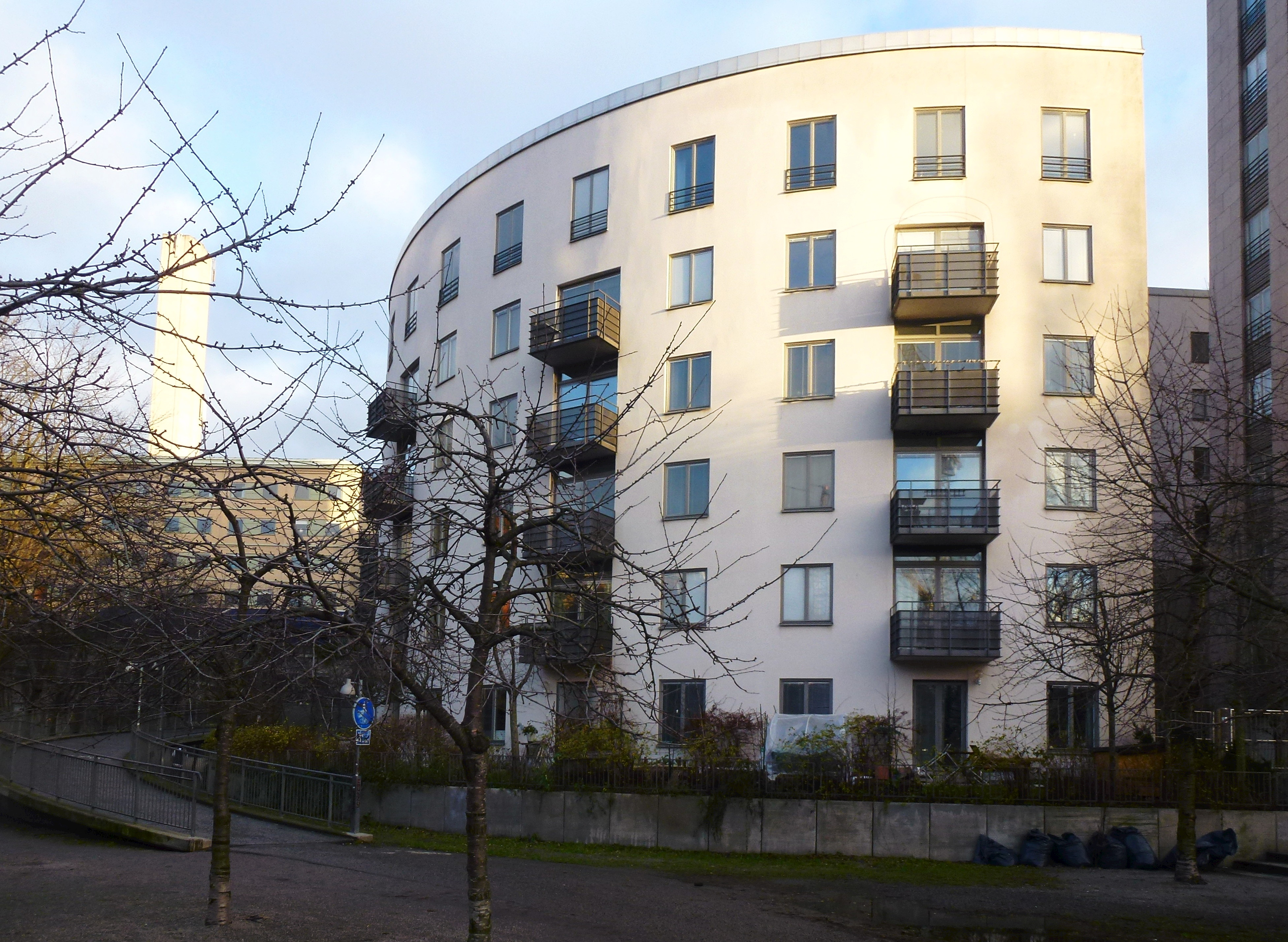
L'« arche » au nord de la tour.